# Rijnbrug bij Emmerik
De Rijnbrug bij Emmerik (Duits: Rheinbrücke Emmerich) is op Rkm 853,2 de meest noordelijke brug over de Rijn op Duits grondgebied.
De hangbrug werd gebouwd tussen 1962 en 1965 naar een ontwerp van Hellmut Homberg. De brug maakt deel uit van de Bundesstraße 220 tussen Kleef en Emmerik. De totale lengte van de brug is 803 meter, waarbij de overspanning over de rivier 500 meter lang is. De onderkant van de brug bevindt zich 30 meter boven de rivier. Met zijn 803 meter is dit de langste hangbrug van Duitsland. Sinds september 2015 wordt de brug 's avonds en 's nachts aangestraald met roodgekleurd licht.

## Afbeeldingen

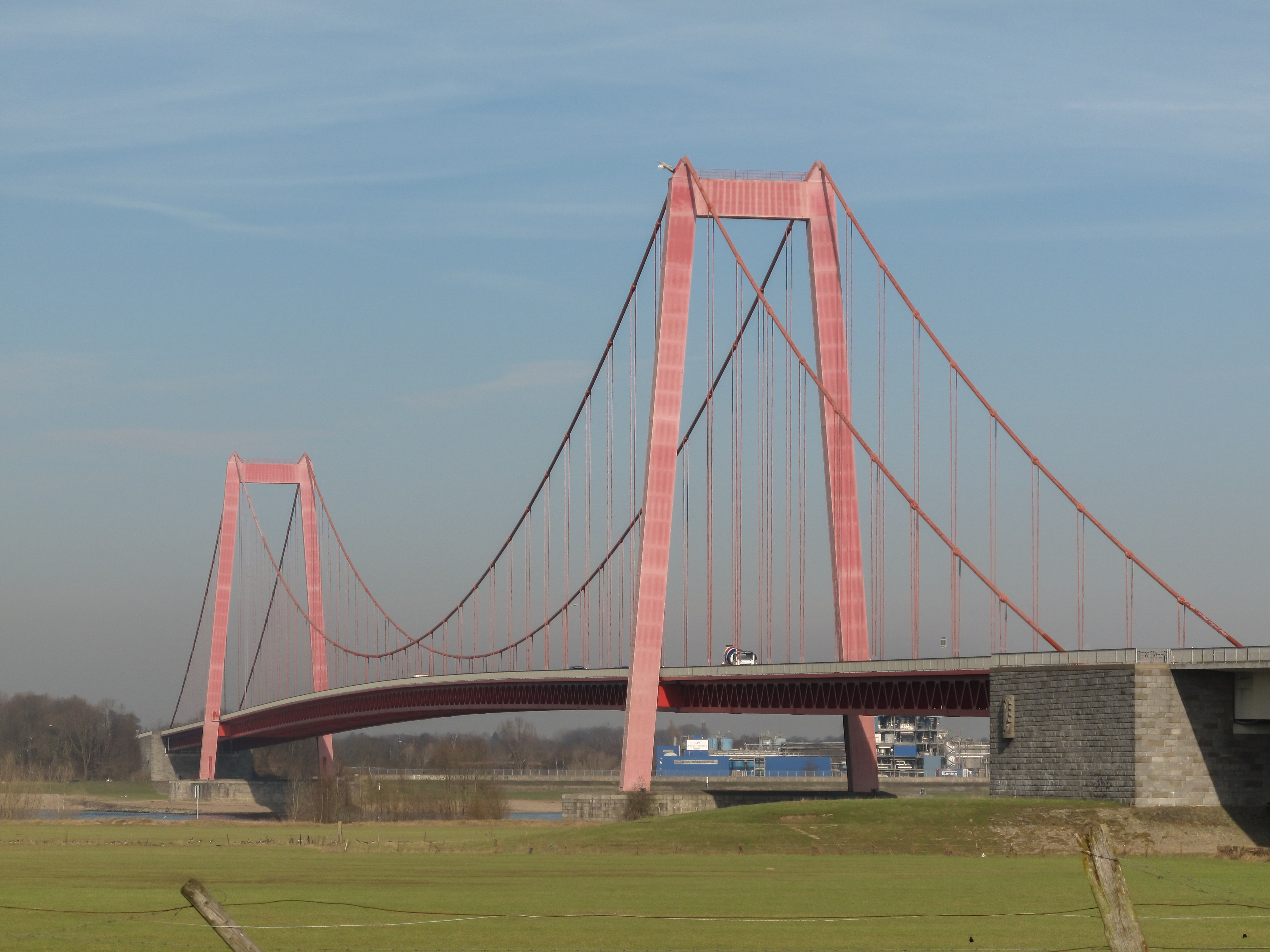
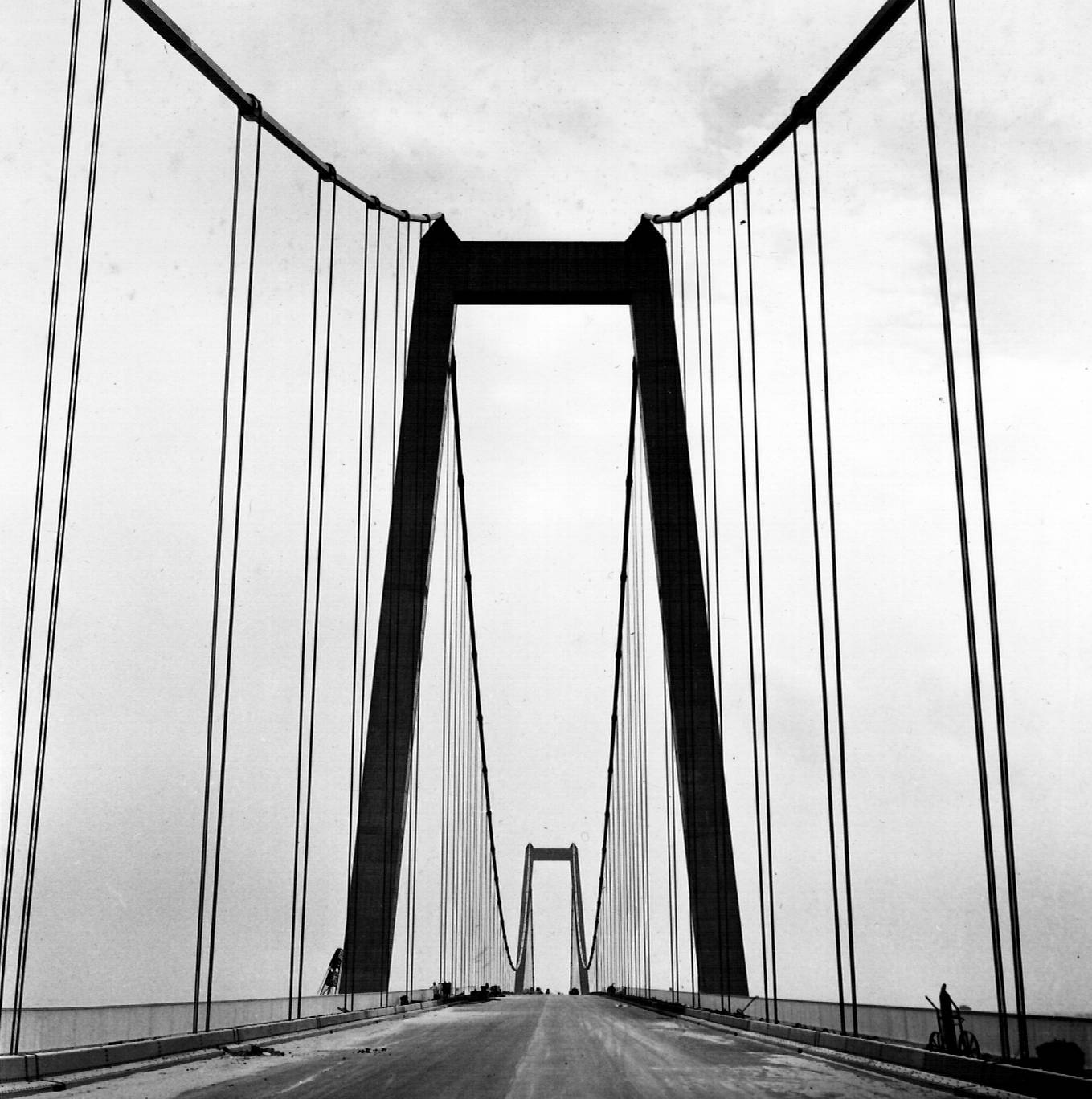
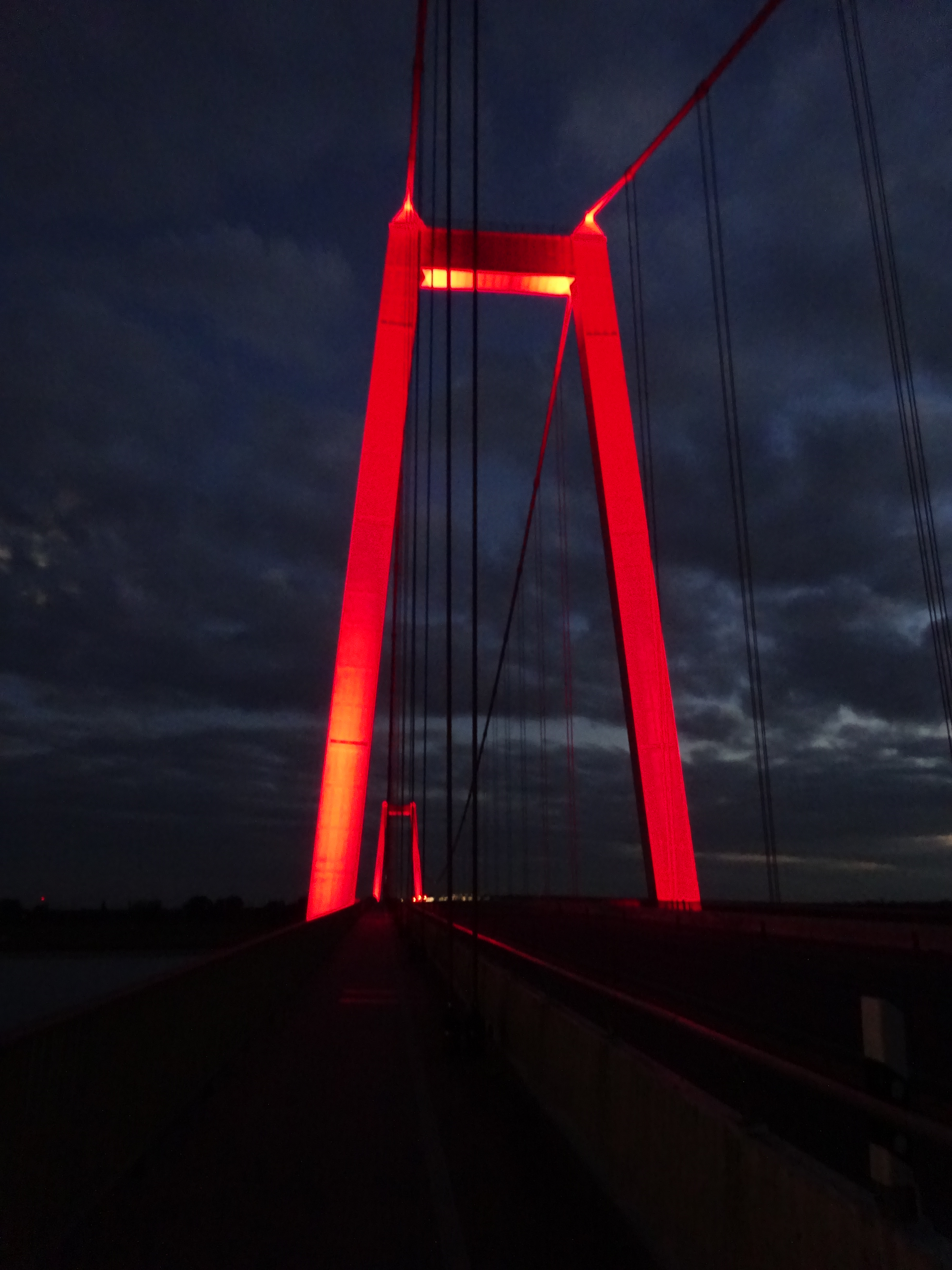